# Trazodon
Trazodon – organiczny związek chemiczny z grupy triazolopirydyn, lek o działaniu przeciwdepresyjnym z grupy antagonistów receptorów serotoninowych 5-HT2 i antagonistów i inhibitorów wychwytu zwrotnego serotoniny (SARI). Lek ten wywiera również pewne działanie α-adrenolityczne poprzez blokowanie receptorów α1-adrenergicznych. Stosowany jest w postaci chlorowodorku. Szczególnie przydatny jest w subpopulacji pacjentów chorych na depresję ze współwystępującą bezsennością, lękiem (ma działanie anksjolityczne) czy dysfunkcjami seksualnymi. Stosowany jest w monoterapii, w wyższych dawkach lub w leczeniu skojarzonym np. z lekami z grupy SSRI, aby zlikwidować ich skutki uboczne w postaci bezsenności lub PSSD.

## Działanie
Trazodon wpływa na przewodnictwo serotoninergiczne w mózgu – hamuje specyficznie synaptyczny wychwyt zwrotny serotoniny. Wykazuje duże powinowactwo do receptorów typu 5-HT2, działając na nie antagonistycznie oraz powoduje większe związanie serotoniny z receptorem 5-HT1A. Ponadto trazodon blokuje hamujący wpływ receptora 5-HT2A na receptor 5-HT1A. Jest praktycznie pozbawiony powinowactwa do receptorów muskarynowych i dopaminergicznych. Zmniejsza zahamowanie psychomotoryczne, wpływa korzystnie na poprawę nastroju, a także działa anksjolitycznie i przywraca fizjologiczny rytm snu. T1/2 leku ma charakter dwufazowy: pierwsza faza ma długość 3–6 h, zaś druga ok. 5–9 h. Wydalany jest głównie z moczem.

## Wskazania
Stany depresyjne o różnej etiologii, w tym depresja przebiegająca z niepokojem (agitacją).
Do wskazań zalicza się także bezsenność pierwotną i wtórną, zaburzenia lękowe (w tym zespół lęku uogólnionego), dysfunkcje seksualne takie jak anorgazmia, zaburzenia erekcji i wytrysk przedwczesny występujące pierwotnie lub jatrogennie przy stosowaniu leków z grupy SSRI (tzw. PSSD) oraz uzależnienie od alkoholu lub benzodiazepin, ale nie są one zatwierdzone przez FDA.

## Przeciwwskazania
- nadwrażliwość na substancję czynną[8]
- choroby serca
- choroby wątroby i nerek
- jednoczesne stosowanie inhibitorów monoaminooksydazy[8]

## Działania niepożądane
- senność i zmęczenie
- ból i zawroty głowy
- osłabienie, nudności
- suchość błon śluzowych w jamie ustnej

### Rzadko zgłaszane działania niepożądane
- bezsenność
- brak apetytu
- wymioty
- zaparcia lub biegunki
- leukopenia o niewielkim nasileniu
- hipotonia (spowodowana niewielkim działaniem α-adrenolitycznym)
- zmniejszenie koncentracji
- splątanie
- wysypka skórna oraz zespół serotoninergiczny (zwłaszcza podczas stosowania w skojarzeniu z innymi lekami psychotropowymi)
- priapizm (bolesny i długotrwały wzwód prącia)
- zaburzenia rytmu serca (tachykardia i bradykardia)
- zaburzenia przewodnictwa przedsionkowo-komorowego
- zmiany obrazu morfologii krwi oraz zaburzenia czynności wątroby (żółtaczka, uszkodzenie komórek wątrobowych)

## Interakcje lekowe
- może nasilać działanie środków zwiotczających mięśnie szkieletowe oraz lotnych środków znieczulających
- nasila działanie hipotensyjne pochodnych fenotiazyny
- podawanie łącznie z guanetydyną, prazosyną, hydralazyną lub pochodnymi fenotiazyny zwiększa ryzyko wystąpienia zaburzeń erekcji
- może zwiększać stężenie digoksyny i fenytoiny we krwi[8]
- może nasilać działanie alkoholu, barbituranów oraz innych leków działających hamująco na o.u.n.
- stosowanie trazodonu w skojarzeniu z lekami z grupy benzodiazepin jest bezpieczne, należy jednak wziąć pod uwagę nasilenie działania uspokajającego
- nie zaleca się jednoczesnego stosowania trazodonu z inhibitorami MAO lub stosowania trazodonu w ciągu 2 tygodni od ich odstawienia[8]
- nie zaleca się także podawania inhibitorów MAO w ciągu tygodnia po odstawieniu trazodonu
- donoszono o wahaniach czasu protrombinowego u pacjentów otrzymujących równocześnie warfarynę i trazodon
- należy zachować ostrożność przy spożywaniu produktów zawierających sok z grejpfruta; większe ilości mogą spowodować interakcje z trazodonem[potrzebny przypis]
- fluoksetyna może powodować wzrost stężenia trazodonu w osoczu[8]
- flukonazol nasila sedatywne działanie trazodonu[9]
- łączne stosowanie z preparatami z miłorzębem japońskim może prowadzić do śpiączki[10]